# Djebel Tsili
Djebel Tsili är ett berg i Algeriet.   Det ligger i provinsen Aïn Defla, i den norra delen av landet, 120 km väster om huvudstaden Alger. Toppen på Djebel Tsili är 807 meter över havet.
Terrängen runt Djebel Tsili är kuperad åt nordväst, men åt sydost är den platt.Runt Djebel Tsili är det ganska tätbefolkat, med 155 invånare per kvadratkilometer. Närmaste större samhälle är Aïn Defla, 13,8 km sydost om Djebel Tsili. Trakten runt Djebel Tsili består till största delen av jordbruksmark.